# Flugplatz Gransee

i7
i11
i13
Der Flugplatz Gransee (ICAO-Code: EDUG) ist ein Sonderlandeplatz östlich von Gransee in Brandenburg. Er ist für Flugzeuge bis zu einem MTOW von zwei Tonnen zugelassen. Am Standort ist die Fallschirmsportgemeinschaft Berlin/Gransee ansässig. Der Platz wird vorrangig für den Fallschirmsport genutzt. Die Nutzung erfolgt nur nach Genehmigung durch den Flugplatzhalter (Prior Permission Required).

## Anbindung
Der Flugplatz ist über die Bundesstraße 96 und die Templiner Straße (L 22) erreichbar, sowie mit der Bahn vom Bahnhof Gransee aus, welcher sich etwa zwei Kilometer westlich vom Platz befindet.